# Черна война
Черната война (на английски: Black War) е конфликт между британските колонисти и местното аборигенско население на остров Земя Ван Димен (Тасмания) в първата половина на 19 век, довел до фактическото изтребване на тасманийците.

## Ход на войната
Въоръженият конфликт започва през май 1804 г., когато отряд колонисти открива стрелба по група ловуващи тасманийци. Засилената колонизация на острова довежда до изостряне на отношенията между британците и коренното население, което все повече страда от недостига на земя за лов (използвана от колонистите за селско стопанство) и храна.
Тъй като тасманийците не могат да отвърнат със сила и оръжие на тормоза и убийствата от страна на белите заселници, те често прибягват до тактиката на нападения над отделни лица или малки групи хора. Към края на 1820-те години, конфликтът получава името „Черната война“.
През ноември 1828 г. на колонизаторите официално е разрешено да убиват тасманийци, а не след дълго, за всеки мъртъв абориген започва да се дава възнаграждение.
През 1830 г. лейтенант-губернаторът на Тасмания, Джордж Артур, приема решение да изолира аборигените в югоизточната част на острова. Специално за тази цел е заповядано всички годни колонисти от мъжки пол да образуват жива верига (около 2000 души), която, движейки се на юг в продължение на шест седмици, трябва да подгони и избута островитяните на два малки полуострова в югоизточната част на Тасмания (тази верига получава името „Черната линия“ – на английски: Black Line). Операцията претърпява пълно фиаско (хванати са само един старец и едно момче), но властта на белите колонисти над острова е извън всякакво съмнение.
В периода от 1831 до 1835 г., повечето от оцелелите тасманийци (около 200 души) са преселени на остров Флиндърс в Басовия проток. Част от аборигените е асимилирана от европейските заселници, в резултат на междуетнически бракове.